# Aroma (provins)

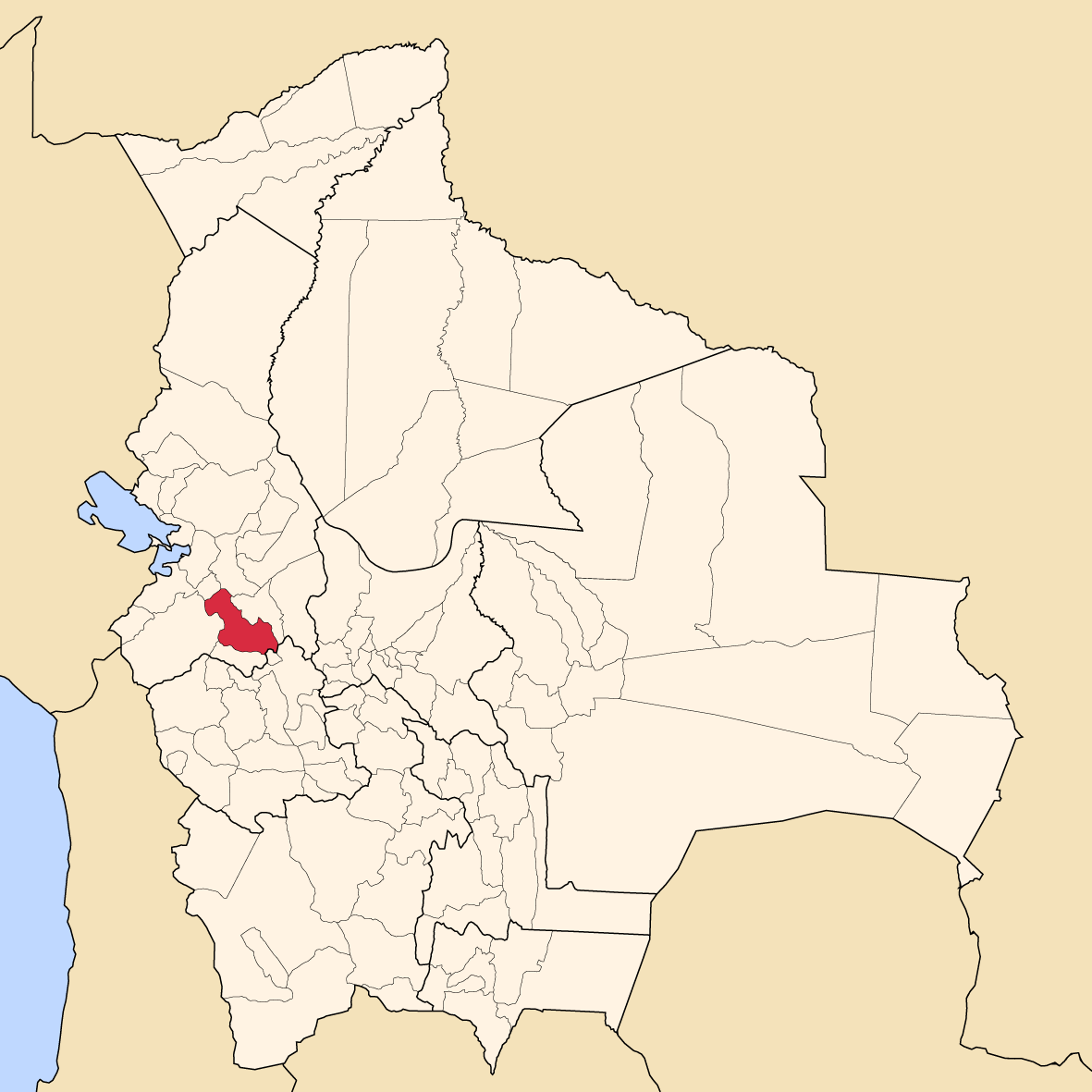
Provinsens läge i Bolivia

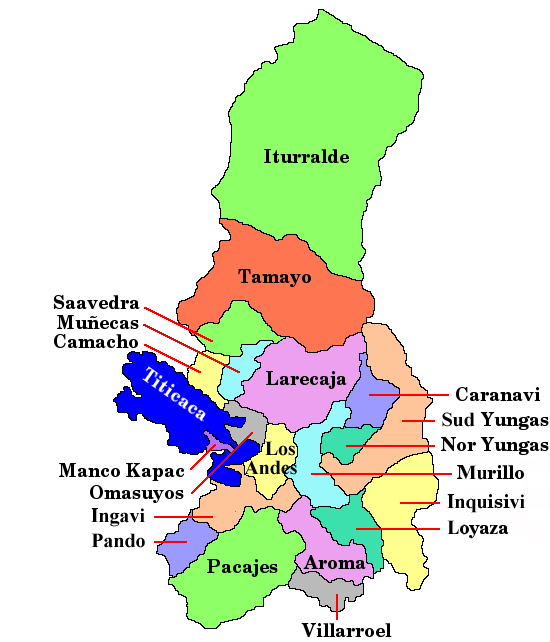
Provinser i La Paz

Aroma är en provins i departementet La Paz i Bolivia. Den administrativa huvudorten är Sica Sica.
Staden Calamarca ligger i Aroma.